# 赵昌华
赵昌华（1964年11月—），男，汉族，辽宁康平人，中华人民共和国政治人物。曾任中华人民共和国司法部党组成员、副部长、政治部主任。